# Gaivota-do-cáspio
Gaivota-do-cáspio (Larus cachinnans) é uma espécie de gaivota que nidifica à volta do Mar Cáspio, no Leste da Europa e no noroeste da China.

## Descrição
A gaivota-do-cáspio tem 56-68 cm de comprimento, 137 a 155 cm de envergadura e um peso de 680-1590 g.